# Sur la question du charbon
Sur la question du charbon (titre original The Coal Question; An Inquiry Concerning the Progress of the Nation, and the Probable Exhaustion of Our Coal Mines) est un livre de l'économiste William Stanley Jevons publié en 1865, dans lequel il étudie les conséquences de la dépendance du Royaume-Uni vis-à-vis du charbon. Dans la mesure où le charbon est une ressource énergétique disponible en quantité finie et non renouvelable, Jevons a soulevé la question de la durabilité de son exploitation. « Sommes-nous sages, » demande-t-il de manière rhétorique, « de laisser le commerce de ce pays augmenter au-delà de ce que nous pouvons maintenir durant une longue période ? » Sa thèse centrale était que la domination du Royaume-Uni sur le monde n'était que passagère, du fait même de la nature non infinie de la ressource énergétique primaire sur laquelle sa richesse et sa domination reposaient. En exposant cette thèse, Jevons couvrit toute une série de questions centrales liées à la durabilité, y compris les limites à la croissance et leur dépassement, la surpopulation, le taux de retour énergétique (EROEI), la taxation des ressources énergétiques, les énergies renouvelables alternatives, et le phénomène de pic d'extraction de ressources — un sujet largement débattu aujourd'hui dans le cadre du pic pétrolier.

## Importance du charbon
Jevons commence le premier chapitre de Sur la question du charbon par une courte description des miracles permis par le charbon et de l'appétit insatiable de la société pour celui-ci :
« En vérité, le charbon ne se situe pas à côté, mais totalement au-dessus de toutes les autres matières premières. C'est l'énergie matérielle du pays — l'aide universelle — l'élément qui apparaît dans tout ce que nous faisons. Avec le charbon, pratiquement toutes les prouesses sont possibles, voire faciles. Sans lui, nous voilà rejetés dans la pauvreté laborieuse des temps anciens. Une fois cette réalité devenue familière, il ne surprendra personne qu'année après année, nous buvions des rasades toujours plus grandes d'un matériau possédant un si grand nombre de qualités — et des pouvoirs si miraculeux. »
« [...] des applications du charbon apparaissent sans cesse dans des domaines nouveaux. Pour commander la force, les molécules, la mécanique, nous disposons de la clé ouvrant toute l'infinie variété de changements de lieu ou de forme dont la nature est capable. Sans doute aucune opération chimique ou mécanique ne nous est tout à fait impossible, et l'inventivité consiste à découvrir celles qui sont utiles et commercialement rentables [...] »
Jevons avance ensuite que le charbon est à l'origine de la prospérité et de la domination du Royaume-Uni sur le monde.

## Limites à la croissance et pic d'extraction de ressource

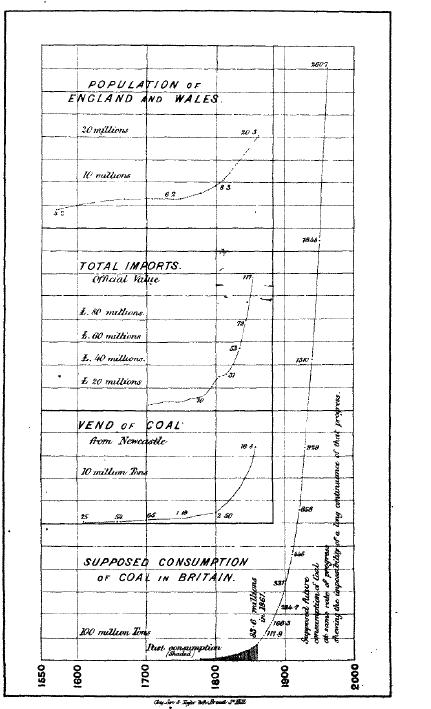
Graphique de Jevons extrapolant jusqu'en 1970 la croissance exponentielle de la production de charbon.

Parce que le charbon n'était pas une ressource disponible sans limite, qu'il devenait de plus en plus difficile d'accès avec le temps, et que la demande de charbon croissait de manière exponentielle, Jevons avança que des limites à la prospérité apparaîtraient plus tôt que ce que l'on pensait généralement :
« Il est une réalité douloureuse que je dois souligner, qu'avec un tel rythme de croissance, notre consommation de charbon deviendra avant longtemps comparable aux réserves totales. La profondeur et la difficulté d'extraction croissantes nous conduiront à atteindre cette limite floue mais inévitable qui nous empêchera de progresser. »
À l'époque de Jevons, les géologues britanniques estimaient que le pays disposait de 90 milliards de tonnes de réserves de charbon. Jevons pensait qu'une bonne partie de ces réserves ne pourrait pas être extraite faute de rentabilité économique. Mais même en supposant que l'intégralité de ce charbon puisse être extrait, Jevons avança que la croissance économique exponentielle ne pouvait malgré tout pas rester inchangée.
En utilisant des estimations de données historiques, Jevons montra que durant les 80 précédentes années, la production de charbon avait crû à un rythme relativement constant de 3,5 % par an, soit 41 % par décennie. Si ce rythme de croissance devait se prolonger, la production augmenterait d'environ 100 millions de tonnes en 1865 à plus de 2,6 milliards de tonnes 100 ans plus tard. Jevons calcula ensuite la quantité totale de charbon produit si ce rythme de croissance était prolongé pendant ces 100 années : environ 100 milliards de tonnes. Il conclut que même la totalité des ressources estimées ne suffiraient pas à tenir 100 ans, et que le rythme de croissance, utilisé comme mesure de la prospérité, ne pourrait que décliner bien avant que ce cap des 100 ans ne fût atteint. À ce moment-là, la production atteindrait simplement un pic, qui serait lui-même lourd de conséquences :
« Supposons que notre progrès soit interrompu dans un demi-siècle. À ce moment-là, notre consommation sera sans doute le triple ou le quadruple de ce qu'elle est aujourd'hui. Il n'y a rien d'impossible ou d'improbable dans ce constat. C'est une hypothèse qui n'a rien d'excessif, si l'on considère que notre consommation a été multipliée par huit durant les 60 dernières années. Mais imaginez à quel point l'avenir du pays va s'assombrir, avec ses mines déjà profondes, son combustible précieux et pourtant un rythme de consommation élevé qu'il va falloir maintenir, si nous ne rétrogradons pas. »
Selon Jevons, avant même d'atteindre le pic de production, les coûts d'extraction croissants causeraient la perte de l'avantage compétitif dont le Royaume-Uni jouissait en termes de production et de transport de fret.
Dans les faits, la production britannique de charbon a effectivement atteint un pic en 1913, mais à 292 millions de tonnes, soit environ la moitié de la quantité que l'extrapolation de Jevons avait suggérée. Un peu moins du tiers de cette quantité était exporté. Depuis lors, la production britannique de charbon a chuté sous les 20 millions de tonnes.
Les réserves britanniques actuelles sont estimées à environ 400 millions de tonnes.

## Population et «doctrine de Malthus»
Selon Jevons, la déplétion  du charbon avait de sérieuses ramifications en termes de croissance de population. La population du Royaume-Uni avait crû de plus de 10 % par décennie durant les 70 précédentes années, ce qui ne surprenait guère Jevons dans la mesure où la production de charbon avait crû d'environ 40 % par décennie, ce qui signifiait que la richesse par habitant avait crû elle aussi.
« Pour le moment, nos réserves de charbon bon marché, notre savoir-faire à l'utiliser, et la liberté de notre commerce avec d'autres grandes nations, nous rend indépendants vis-à-vis des surfaces agricoles limitées de ces îles, et nous tient loin de la doctrine de Malthus. Nous devenons toujours plus riches et plus nombreux sur la base d'une source de richesse dont notre demande ne semble pas affecter la fertilité. De là provient le rythme constant et extraordinaire de croissance que ce pays connait. Nous sommes comme ces colons qui peu à peu prennent possession d'un pays riche et nouveau, dont les frontières sont encore inconnues et infranchies. »
Cependant, avec le ralentissement de la production de charbon, la croissance de la population risquait fort de surpasser celle de la production, conduisant à une baisse du niveau de vie :
« À présent, la population, lorsqu'elle croît, évolue avec un certain élan uniforme, comme un corps en mouvement ; et une croissance uniforme de la population, comme je l'ai longuement expliqué précédemment, est une multiplication par un nombre constant. Mais une telle croissance perpétuée sur une longue durée est totalement impossible — cela imposerait d'aller au-delà de toutes les conditions et limites physiques existantes ; et plus la croissance est prolongée, plus l'interruption finale sera durement ressentie. Je n'hésite pas à dire, par conséquent, que la croissance rapide de nos grandes villes, aussi flatteuse qu'elle paraisse aujourd'hui, est un sujet de très grande inquiétude pour le futur. »
Contrairement à Malthus qui considérait que la croissance de la consommation de ressources était linéaire, Jevons supposa que cette croissance était exponentielle, comme la population. Cependant, cette modification de la théorie de Malthus ne changea en rien la conclusion de Malthus selon laquelle une croissance non limitée de la population finirait inévitablement par dépasser la capacité du pays à augmenter sa consommation de ressources. La prospérité, exprimée sous la forme d'une consommation par habitant, finirait donc par chuter. De plus, parce que la ressource primaire est non renouvelable, la chute serait encore plus spectaculaire que ce que Malthus prévoyait :
« Cultivée correctement, et aussi loin que l'on puisse pousser son rendement, une ferme produira toujours une récolte constante. Mais dans une mine, il n'y a aucune reproduction, et ce qu'on en produit, une fois poussé à son maximum, commencera rapidement à baisser et se rapprocher de zéro. Désormais, notre richesse et nos progrès dépendant du contrôle dominant du charbon, nous ne devons pas seulement nous arrêter — nous devons revenir en arrière. »

## Paradoxe de Jevons
Ayant établi qu'à long terme, la déplétion énergétique présentait des dangers pour la société, Jevons analysa les mesures possibles d'atténuation. Ce faisant, il étudia le phénomène resté célèbre sous le nom de paradoxe de Jevons. Ainsi écrivait-il :
« L'idée selon laquelle un usage plus économe du combustible équivaudrait à une moindre consommation est une confusion totale. C'est l'exact contraire qui est vrai. »
Jevons décrivit le développement historique de la technologie des moteurs, et avança que la forte augmentation de la consommation britannique de charbon était due à l'efficacité (ou « économie ») apportée par les innovations technologiques, en particulier l'invention de la machine à vapeur par James Watt en 1776. Tout comme de nombreuses autres innovations qui suivirent, comme l'amélioration des techniques de fusion du fer, une meilleure efficacité énergétique permit une multiplication des usages et conduisit à une plus grande consommation d'énergie.
« Par conséquent, tout ce qui conduit à augmenter l'efficacité du charbon et à diminuer le coût de son usage, a directement tendance à augmenter la valeur du moteur à vapeur et à élargir le champ de son utilisation. »
Jevons étudia d'autres mesures qui auraient pu réduire la consommation de charbon, comme les taxes sur le charbon ou les limites à l'exportation, et les rejeta. De même, même s'il déplorait les habitudes de brûler dans la mine le charbon de mauvaise qualité, il rejeta toute législation en faveur de la préservation du charbon.
Une alternative qu'il jugea d'une utilité pratique fut une politique fiscale plus stricte de la part du Gouvernement, fondée sur une taxation des revenus pour réduire la dette nationale. Selon lui, une politique fiscale plus stricte aurait pour effet de ralentir la croissance économique, donc de ralentir la consommation de charbon, au moins jusqu'à ce que la dette soit entièrement remboursée. Cependant, Jevons admit que les effets d'une telle mesure, si elle était mise en œuvre, serait minimal. Autrement dit, il considérait qu'il était peu probable que la société réduisît volontairement sa consommation.

## Alternatives énergétiques
Jevons étudia la possibilité de sources d'énergie alternatives, annonçant les débats actuels à ce sujet. Étudiant l'énergie éolienne et marémotrice, il expliqua que de telles sources d'énergie intermittentes pouvaient devenir plus intéressantes si l'énergie pouvait être stockée, par exemple en pompant de l'eau en hauteur pour l'utiliser ensuite comme source hydraulique. Il étudia la biomasse, à savoir le bois, et releva que la quantité d'énergie que l'ensemble des forêts britanniques pouvait fournir était inférieure à celle que fournissait déjà la production de charbon de l'époque. Il mentionna également les énergies solaires et géothermiques, soulignant que si ces sources devaient un jour devenir utilisables, le Royaume-Uni perdrait ses avantages compétitifs au sein de l'industrie mondiale. Jevons ignorait l'importance que prendrait à l'avenir le gaz naturel et le pétrole comme sources d'énergie majeures, puisque ces sources ont été développées après la publication de son livre.
Concernant l'électricité, qui, comme il le soulignait avec justesse, n'est pas une source mais un vecteur de transport de l'énergie, Jevons releva que l'hydroélectricité était utilisable, mais que les réservoirs finiraient par être confrontés au problème de l'accumulation du limon. Il ne tint pas compte de la production d'hydrogène comme moyen de stockage et de distribution de l'électricité, calculant que la densité énergétique de l'hydrogène est trop faible pour le rendre utilisable en pratique. Il fit la prédiction que la vapeur resterait le moyen le plus efficace de générer de l'électricité.

## Responsabilité sociale en période de prospérité
Jevons soutint que malgré l'attrait que pouvait avoir l'idée d'une baisse de la consommation de charbon, les perspectives d'adoption de contraintes significatives sur cette consommation restaient minces. Néanmoins, il considérait que la prospérité du Royaume-Uni devait au moins induire certaines responsabilités pour la génération de l'époque. En particulier, Jevons proposa d'utiliser la richesse de l'époque pour réduire les malheurs sociaux et créer une société plus juste :
« Nous devons commencer à faire aujourd'hui ce que nous ne pourrons faire aussi facilement demain [...] »
« La réflexion nous montrera que nous ne devrions pas imaginer entraver le libre usage de la richesse matérielle que la Providence a mis à notre disposition, mais que notre entière responsabilité est de l'utiliser avec sérieux et sagesse. Nous pouvons la dépenser en toujours plus de produits de luxe, d'ostentation et de corruption ; alors nous méritons d'être blâmés. Nous pouvons aussi l'utiliser pour augmenter la condition sociale et morale des gens, et pour réduire le fardeau des générations futures ; même si ceux qui vont nous suivre devaient être se trouver dans une situation moins heureuse que nous aujourd'hui, ils ne nous en blâmeraient pas. »
Jevons évoqua aussi clairement plusieurs maux sociaux qui le touchaient tout particulièrement :
« L'ignorance, l'imprévoyance et l'ivresse bestiale de nos classes laborieuses inférieures doivent être chassées par un système public d'éducation, qui peut apporter à une génération future ce que la génération actuelle ne peut espérer. L'une des mesures préalables et indispensables, cependant, est une limitation bien plus large de l'emploi des enfants dans les usines. Aujourd'hui, on peut presque dire qu'il est plus profitable d'élever de petits esclaves et de les mettre au travail dès leur plus jeune âge pour en tirer un salaire avant qu'ils puissent s'y opposer. On ne pourrait imaginer pire prime à l'imprévoyance et l'extrême pauvreté à venir. »

## Développements dans le monde après Jevons
Comme Jevons l'avait prédit, la production de charbon n'a pas pu croître sans fin en continuant à suivre un rythme exponentiel. La production britannique de charbon atteignit un pic en 1913, et le pays perdit sa domination sur le monde — ce que Jevons avait également prédit — au profit d'un nouveau géant de la production d'énergie, les États-Unis. Le Royaume-Uni a alors développé la ressource pétrolière au Moyen-Orient et accru sa consommation de combustibles pour obtenir plus d'énergie.
Même si le Royaume-Uni n'a pas pu prolonger sa croissance à un rythme de 3,5 % par an, la consommation mondiale de combustibles fossiles a effectivement crû à ce rythme jusque environ 1970. Selon Jevons, en 1865, la production de charbon au Royaume-Uni et dans le reste du monde étaient sensiblement les mêmes, ce qui nous donne une production mondiale de charbon estimée à environ 200 millions de tonnes à l'époque. Selon le département de l'Énergie des États-Unis, la consommation mondiale de combustibles fossiles en 1970 était d'environ 200 quads, soit 7,2 milliards de tonnes équivalent charbon. Par conséquent, la consommation a été multipliée par 36, ce qui représente un rythme moyen de croissance exponentielle sur 105 ans d'environ 3,4 % par an. Dans les 34 années qui ont suivi, c'est-à-dire jusqu'en 2004, la consommation a encore été multipliée par 2,1, soit un rythme moyen de croissance de 2,2 % par an, ce qui indique, selon un certain nombre d'ONG comme l'ASPO que les ressources énergétiques mondiales s'amenuisent.
La quantité restante de ressources énergétiques dans le monde est une question faisant l'objet de polémiques et source de grandes inquiétudes. Entre 2005 et 2007, malgré le triplement des prix du pétrole, la production de pétrole est restée relativement stable, signe selon de nombreuses personnes que la production pétrole a atteint un pic. Des études de Dave Rutledge du Caltech et de l'Energy Watch Group allemand indiquent que la production mondiale de charbon va également atteindre un pic durant les 30 ans qui viennent, peut-être même dès 2030. Une autre étude de l'Energy Watch Group relève également que les réserves d'uranium sont elles aussi limitées ; ce rapport affirme que, tout comme la production britannique de charbon il y a 200 ans, la production d'uranium a d'abord ciblé les minerais les plus riches, et que les sources restantes sont moins riches et plus difficiles d'accès.
Steve Fetter affirme qu'il reste au moins 230 années de réserves prouvées d'uranium disponibles au rythme actuel de consommation mondiale, et que si l'on extrait l'uranium de l'eau de mer, jusqu'à 60 000 années de réserves d'uranium sont alors accessibles. De plus, en utilisant la surgénération et le retraitement des déchets nucléaires, les 230 années de réserves prouvées d'uranium pourraient être repoussées jusqu'à 30 000 ans, un gain comparable pouvant être obtenu à partir des 60 000 ans de réserves d'uranium extrait de l'eau de mer.